# Oßling
Oßling, obersorbisch Wóslinkⓘ, ist eine Gemeinde im Norden des ostsächsischen Landkreises Bautzen in der Oberlausitz.

## Geographie und Verkehr
Die Gemeinde liegt innerhalb ausgedehnter Wälder im Oberlausitzer Heide- und Teichgebiet etwa 12 km nordöstlich von Kamenz und 15 km südwestlich von Hoyerswerda. Sie liegt südöstlich der B 97. Die Gemeinde Oßling liegt an der Schwarzen Elster, davon direkt am Lauf nur die Ortsteile: Milstrich, Döbra und Trado. Von Oßling aus führt eine dem Abtransport von Lausitzer Grauwacke aus dem Oßlinger Steinbruch dienende Anschlussbahn zur Bahnstrecke Lübbenau–Kamenz.

## Ortsgliederung
Oßling besteht aus den Ortsteilen:
| - Döbra (obersorbisch Debricy), 187 Einwohner - Liebegast (Lubhozdź), 145 Ew. - Lieske (Lěska), 305 Ew. - Milstrich (Jitro), 315 Ew. - Oßling (Wóslink), 638 Ew. | - Scheckthal (Pisany doł), 75 Ew. - Skaska (Skaskow), 253 Ew. - Trado (Tradow), 81 Ew. - Weißig (Wysoka) mit Otterschütz (Wotružica), 272 Ew. |

Der Ortsteil Milstrich zählt zum amtlichen sorbischen Siedlungsgebiet.

## Politik

### Gemeinderat
Nach der Gemeinderatswahl am 9. Juni 2024 verteilen sich die 14 Sitze des Gemeinderates folgendermaßen auf die einzelnen Gruppierungen:
- Bündnis Zukunft gestalten (BZG): 10 Sitze
- Wählervereinigung „Elstergrund“ (WV EG): 3 Sitze
- SPD: 1 Sitz

| Gemeinderat ab 2024Insgesamt 14 Sitze - SPD: 1 - WV EG: 3 - BZG: 10 | Liste                           | 2024   | 2024   | 2019   | 2019   | 2014   | 2014   |
| Gemeinderat ab 2024Insgesamt 14 Sitze - SPD: 1 - WV EG: 3 - BZG: 10 | Liste                           | Sitze  | in %   | Sitze  | in %   | Sitze  | in %   |
| Gemeinderat ab 2024Insgesamt 14 Sitze - SPD: 1 - WV EG: 3 - BZG: 10 | Bündnis Zukunft gestalten       | 10     | 68,0   | 6      | 40,2   | –      | –      |
| Gemeinderat ab 2024Insgesamt 14 Sitze - SPD: 1 - WV EG: 3 - BZG: 10 | Wählervereinigung „Elstergrund“ | 3      | 24,9   | 5      | 35,7   | 7      | 49,1   |
| Gemeinderat ab 2024Insgesamt 14 Sitze - SPD: 1 - WV EG: 3 - BZG: 10 | SPD                             | 1      | 7,1    | 1      | 8,8    | –      | –      |
| Gemeinderat ab 2024Insgesamt 14 Sitze - SPD: 1 - WV EG: 3 - BZG: 10 | CDU                             | –      | –      | 2      | 15,4   | 4      | 29,5   |
| Gemeinderat ab 2024Insgesamt 14 Sitze - SPD: 1 - WV EG: 3 - BZG: 10 | AFV                             | –      | –      | –      | –      | 2      | 14,9   |
| Gemeinderat ab 2024Insgesamt 14 Sitze - SPD: 1 - WV EG: 3 - BZG: 10 | Linke                           | –      | –      | –      | –      | 1      | 6,5    |
| Gemeinderat ab 2024Insgesamt 14 Sitze - SPD: 1 - WV EG: 3 - BZG: 10 | Wahlbeteiligung                 | 76,1 % | 76,1 % | 74,2 % | 74,2 % | 66,2 % | 66,2 % |

### Bürgermeister
Bürgermeister ist seit 2020 Johannes Nitzsche (BZG).
| Wahl | Bürgermeister      | Vorschlag        | Wahlergebnis (in %) |
| ---- | ------------------ | ---------------- | ------------------- |
| 2020 | Johannes Nitzsche  | BZG              | 53,3                |
| 2013 | Siegfried Gersdorf | WV „Elstergrund“ | 54,9                |
| 2009 | Hans Hetmann       | WV „Elstergrund“ | 65,5                |
| 2002 | Hans Hetmann       | WV „Elstergrund“ | 63,1                |

## Kultur und Sehenswürdigkeiten
- siehe auch: Liste der Kulturdenkmale in Oßling
- Oßlinger Kirche aus dem Jahr 1805, Steinkreuz in der Mauer
- Oßlinger katholische Kapelle (aus einem Lokschuppen entstanden)
- Naturschutzgebiet Dubringer Moor, das größte Moor der Lausitz bei Scheckthal
- Weißiger Schloss, im Jahr 1908 erbaut

### Naturschutz
- Siehe auch: Liste der Naturdenkmale in Oßling

### Nagelsche Säule

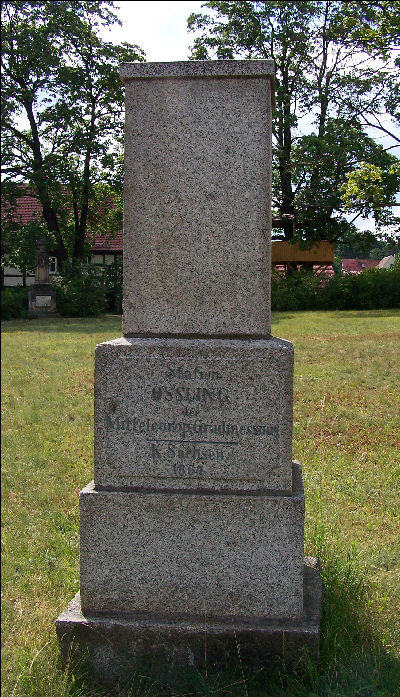
Nagelsche Säule, Oßling

In den Jahren 1862–1890 wurde die Königlich-Sächsische Triangulation auf dem Staatsgebiet des Königreiches Sachsen durchgeführt.
Die in Oßling 1864 errichtete Säule ist eine Station 1. Ordnung.
Sie ist beschriftet mit „Station Ossling der Mitteleurop. Gradmessung, K. Sachsen, 1864“.
Außerdem findet man eine Tafel mit folgender Aufschrift: „Original Vermarkung (Nagelsche Säule) eines Punktes der Europäischen (anfänglich „Mitteleuropäischen“) Gradmessung im Königreich Sachsen“.
Diese 1862–1890 geschaffene wissenschaftliche Vermessung zur Ermittlung von Form und Größe der Erde war das Lebenswerk des sächsischen Geodäsie-Professors August Nagel (1821–1903).
Der Pfeiler wurde wegen Steinbrucherweiterung von seinem ursprünglichen, ca. 750 m entfernten Standort geborgen und anschließend als  vermessungs- und heimatkundliches Denkmal von der Gemeindeverwaltung Oßling im Zusammenwirken mit dem Landesvermessungsamt Sachsen hier aufgestellt.

## Geschichte

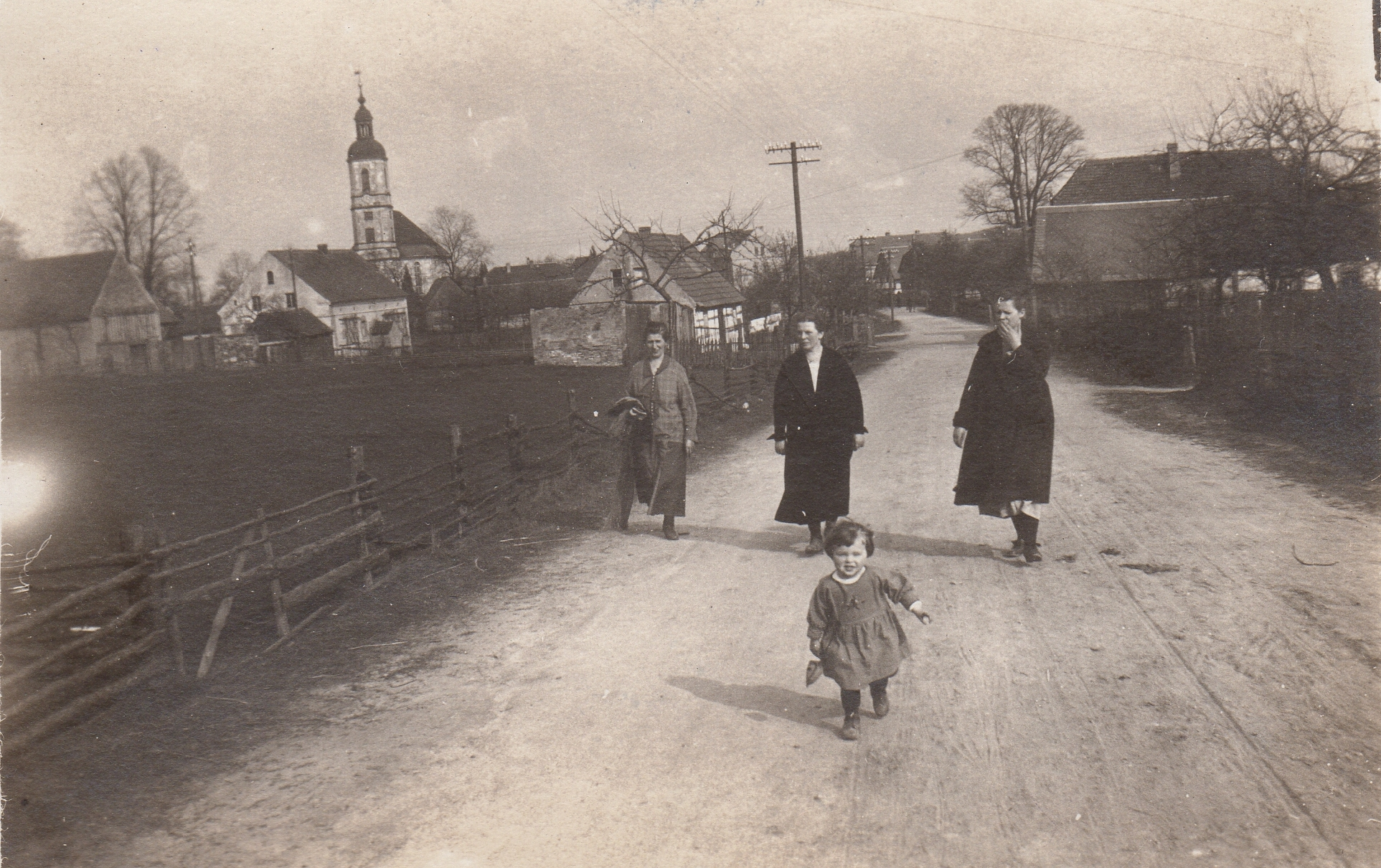
Kirche um 1925

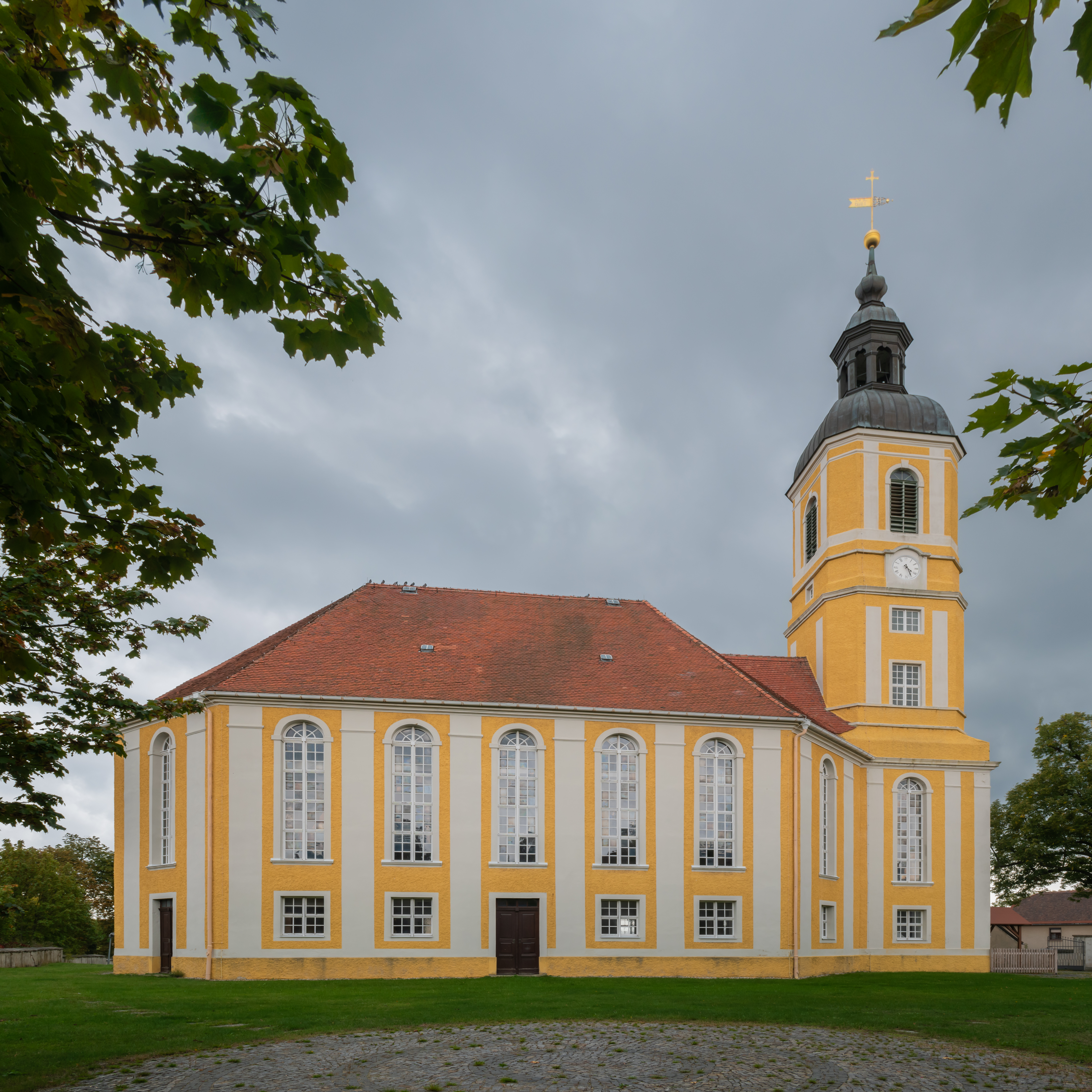
Evangelisch-Lutherische Kirche

Der Ortsname „Oßling“ kommt aus der sorbischen Sprache von Wosling, was so viel wie Steinberg bedeutet. Die Namensgebung dürfte sich auf den Oßlinger Berg beziehen, an dem schon in Frühzeiten Grauwacke abgebaut wurde. Nach dem Wiener Kongress kam Oßling wie große Teile der Lausitz im Jahr 1815 zu Preußen, wurde aber im Jahr 1818 wieder dem Königreich Sachsen zugeordnet.
Im Jahr 1994 wurde die Großgemeinde Oßling im Zuge der sächsischen Gebietsreform gebildet.
Der Ortsteil Lieske gehört seit dem Jahr 1896 zur Gemeinde. Das dortige Rittergut wurde 1897 dem  „Verein für Arbeiterkolonien Sachsen“ übergeben. Aus dem Koloniegut entwickelte sich nach dem Zweiten Weltkrieg über mehrere Zwischenstationen der heutige Missionshof des Diakonischen Werkes Kamenz mit Wohn- und Arbeitsplätzen (Werkstatt, Hofladen, Brauerei) für geistig behinderte Menschen.
Der Ortsteil Trado wurde im Jahr 1374 erstmals als Matei Tradow erwähnt. Der Name dürfte vom Sorbischen tradacz stammen und bedeutet so viel wie „Mangel“.

Der Ortsteil Skaska fand sein urkundliche Erwähnung erstmals 1383.

Der Ortsteil Döbra wurde im Jahr 1374 erstmals als Dobry (was so viel wie „gut“ bedeutet) urkundlich erwähnt. Im Jahr 1992 wurden südlich von Döbra Spuren der Besiedlung aus der Jungbronzezeit (1000 bis 800 v. Chr.) gefunden.

Der Ortsteil Liebegast wurde im Jahr 1408 erstmals urkundlich erwähnt. Der Name ist auf den Ortsgründer Lubogost zurückzuführen. Später wurde der Name dann zu Liebegast eingedeutscht. Er wurde am 1. Juli 1950 nach Sollschwitz (Kr. Hoyerswerda) eingegliedert. Am 1. Januar 1994 wurde der OT Sollschwitz ausgegliedert und in die Gemeinde Wittichenau eingegliedert.

Die ehemals selbständigen Gemeinden Döbra, Skaska und Trado schlossen sich am 1. Januar 1969 zur Gemeinde Skaska-Döbra zusammen, diese wurde am 1. Januar 1994 nach Oßling eingegliedert.
Noch 1884/85 waren alle heutigen Ortsteile mehrheitlich Sorbisch geprägt, wobei sie sich am äußeren Rand des Kernsiedlungsgebietes befanden. Oßling selbst war zu 56 %, Döbra und Skaska zu 82 %, Weißig zu 83 %, Lieske zu 92 %, Milstrich zu 93 % und Trado ausschließlich von Sorben bewohnt. Im Laufe des 20. Jahrhunderts ist die Sorbische Sprache aus dem Alltag weitgehend verschwunden und nur Milstrich zählt heute noch zum offiziellen Siedlungsgebiet.

## Bildung

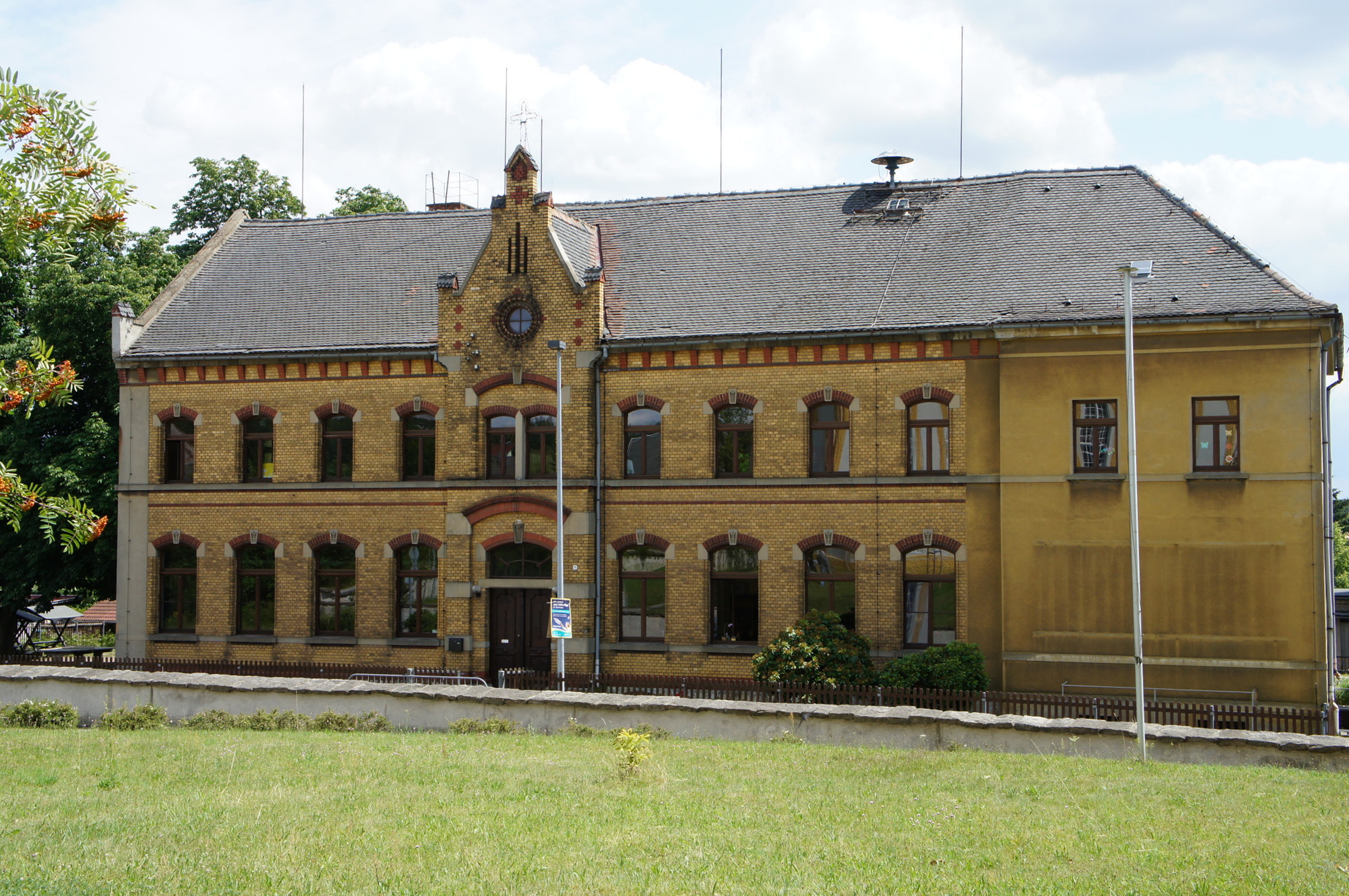
Evangelische Mittelschule

Die Gemeinde Oßling verfügt über zwei Grundschulen, eine staatliche, welche sich Kastanienschule nennt und eine, welche in die privat geführte evangelische Mittelschule im Ort integriert ist, die, obwohl Oßling außerhalb des sorbischen Siedlungsgebietes liegt, Sorbisch-Unterricht anbietet.

## Persönlichkeiten
- Jaroměr Hendrich Imiš, sorbischer evangelischer Pfarrer
- Bjarnat Krawc, sorbischer Komponist, geboren in Milstrich
- Henry Nitzsche, Politiker, MdB, zeitweise Bürgermeister von Oßling